# آداما ترائوره (بازیکن فوتبال،زاده ۵ ژوئن ۱۹۹۵)
آداما ترائوره (انگلیسی: Adama Traoré؛ زادهٔ ۵ ژوئن ۱۹۹۵) بازیکن فوتبال اهل مالی است.
از باشگاه‌هایی که در آن بازی کرده است می‌توان به باشگاه فوتبال تی‌پی مازمبه و باشگاه فوتبال فرنتس‌واروش اشاره کرد.
وی همچنین در تیم‌های ملی فوتبال زیر ۲۰ سال مالی و مالی بازی کرده است.